# Delirium (film, 1990)
Pour les articles homonymes, voir Delirium.
Pour plus de détails, voir Fiche technique et Distribution.
Delirium (Disturbed) est un film américain réalisé par Charles Winkler, sorti en 1990.

## Fiche technique
- Titre original : Disturbed
- Titre français : Delirium
- Réalisation : Charles Winkler
- Scénario : Charles Winkler et Emerson Bixby
- Musique : Steven Scott Smalley
- Pays d'origine : États-Unis
- Format : Couleurs - 2,35:1
- Genre : horreur
- Durée : 96 minutes
- Date de sortie : 1990

## Distribution
- Malcolm McDowell : Dr Derrek Russell
- Geoffrey Lewis : Michael Kahn
- Priscilla Pointer : Francine
- Pamela Gidley : Sandy Ramirez
- Irwin Keyes : Pat Tuel
- Clint Howard : Brian
- Adam Rifkin : Gary
- Deep Roy : Marty